# إيدا هيلين أوغيلفي
إيدا هيلين أوغيلفي (بالإنجليزية: Ida Helen Ogilvie)‏ هي جيولوجية أمريكية، ولدت في 12 فبراير 1874 في نيويورك في الولايات المتحدة، وتوفيت في 13 أكتوبر 1963 في جيرمانتاون في الولايات المتحدة.